# Världen har rämnat
Världen har rämnat är en psalm vars text är skriven av Per Harling. Musiken är skriven av Michael Bojesen. Man kan enligt Psalmer i 2000-talet även sjunga den till melodin i psalm 45 Jesus för världen givit sitt liv ur Den svenska psalmboken.

## Publicerad som
- Nr 847 i Psalmer i 2000-talet under rubriken "Människosyn, människan i Guds hand".